# A861 (motorväg, Tyskland)

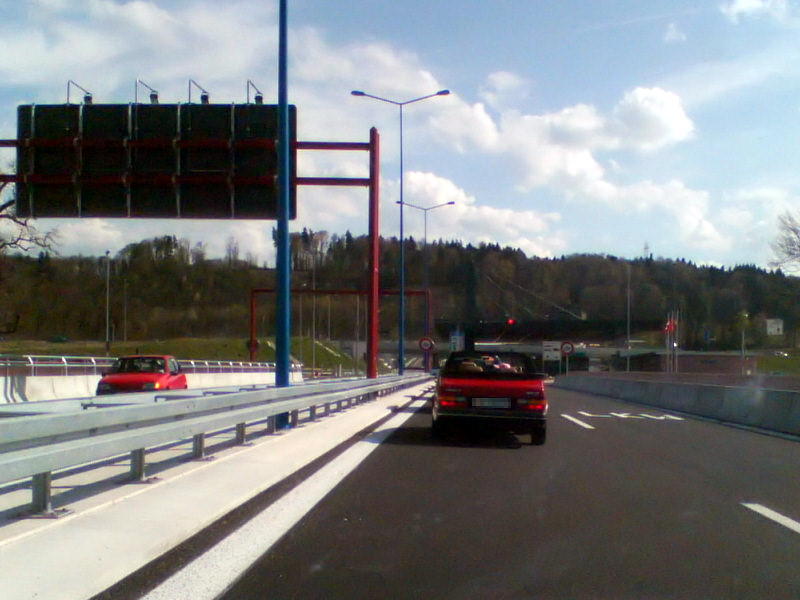
Gränskontrollen i riktning mot Schweiz.

A861 är en motorväg i Tyskland som går mellan Karsau och Rheinfelden och vidare till gränsen till Schweiz där den ansluter till den schweiziska motorvägen A3.

## Trafikplatser
|  | Nr  | Skyltning                      |
|  | 1   | Rheinfelden (T-Korsning) E 54  |
|  |     | Tunnel Nollinger Berg (1268 m) |
|  |     | Engelseebrücke (220 m)         |
|  | 2   | Rheinfelden-Mitte              |
|  | 3   | Rheinfelden-Süd                |
|  | 4   | Gränsövergång Warmbach         |
|  |     | Rheinfelder Brücke (211 m)     |
|  | 14a | Rheinfelden West               |
|  | 14  | Rheinfelden West               |